# Kanton Albens
Kanton Albens is een voormalig kanton van het Franse departement Savoie in de toenmalige regio Rhône-Alpes. Het kanton maakte deel uit van het arrondissement Chambéry totdat het op 22 maart 2015 werd opgeheven en de gemeenten werden opgenomen in het op die dag gevormde kanton Aix-les-Bains-1.

## Gemeenten
Het kanton Albens omvatte de volgende gemeenten:
- Albens (hoofdplaats)
- La Biolle
- Cessens
- Épersy
- Mognard
- Saint-Germain-la-Chambotte
- Saint-Girod
- Saint-Ours